# Sabah as-Salim as-Sabah
Sabah III as-Salim as-Sabah (arab. صباح السالم الصباح) (ur. 1913 w Kuwejcie, zm. 31 grudnia 1977 tamże) – emir Kuwejtu od 1965 do 1977. Premier kraju od 1963 do 1965. Minister spraw zagranicznych od 1962 do 1963.